# Góra Świętego Jana (Wzgórza Świętojańskie)
Góra Świętego Jana – wzgórze morenowe o wysokości 214 metrów nad poziomem morza położone w paśmie Wzgórz Świętojańskich niedaleko wsi Królowy Most i Kołodno w województwie podlaskim, gmina Gródek. Stanowi ona czwarte najwyższe wzniesienie województwa podlaskiego oraz trzecie najwyższe dawnego województwa białostockiego, jednocześnie najwyższy punkt Wzgórz Świętojańskich.
Góra jest jedną z atrakcji pieszego szlaku turystycznego Szlak Wzgórz Świętojańskich. Na szczycie góry znajduje się głaz z pamiątkową tablicą i krzyż na starej sośnie upamiętniające kaźń powstańców styczniowych, walczących na tych terenach.